# Anastasia de Mecklembourg-Schwerin
La duchesse Anastasia Alexandrine Cecile Marie Luise Wilhelmine de Mecklenbourg-Schwerin (nom allemand complet : Anastasia Alexandrine Cecile Marie Luise Wilhelmine Herzogin zu Mecklenburg-Schwerin), née 11 novembre 1923 à Gelbensande et morte le 25 janvier 1979 à Hambourg, est la plus jeune enfant de Frédéric-François IV de Mecklembourg-Schwerin et de son épouse la princesse Alexandra de Hanovre.

## Mariage et descendance
Anastasia épouse le prince Frédéric-Ferdinand de Schleswig-Holstein-Sonderbourg-Glücksbourg, plus jeune fils d'Albert de Schleswig-Holstein-Sonderbourg-Glücksbourg et de sa femme la comtesse Ortrud d'Ysenburg et Büdingen, le 1er septembre 1943 à Willigrad bei Schwerin . Frédéric-Ferdinand et Anastasia ont quatre filles :
- Elisabeth Marie Alexandra de Schleswig-Holstein-Sonderbourg-Glücksbourg (née à Schleswig le 10 septembre 1945 et morte à Flensbourg le 8 août 2024)[1],[2] qui épouse le prince Ferdinand Heinrich d'Ysenburg-Büdingen-Wächtersbach le 2 janvier 1975. Ils ont deux fils : 
  - Johann Georg Friedrich August d'Ysenburg-Büdingen-Wächtersbach (8 juillet 1976) épouse Stefanie Bittner le 4 juin 2010. Ils ont une fille : 
    - Anna Carolina Elisabeth Johanna Marie d'Ysenburg-Büdingen-Wächtersbach (8 janvier 2012)

  - Ludwig Ferdinand Wittekind Heinrich d'Ysenburg-Büdingen-Wächtersbach (6 février 1979) épouse Chantal Toelle le 2 octobre 2010. Ils ont deux enfants : 
    - Paul Heinrich Marius d'Ysenburg-Büdingen-Wächtersbach (19 décembre 2011)
    - Gisèle Johanna Eleonore d'Ysenburg-Büdingen-Wächtersbach (2 août 2014)
- Irene Olga Adelheid de Schleswig-Holstein-Sonderburg-Glücksburg (née le 11 octobre 1946)
- Margaretha Friederike Luise de Schleswig-Holstein-Sonderburg-Glücksburg (née le 10 février 1948)
- Sibylla Ursula Ortrude de Schleswig-Holstein-Sonderburg-Glücksburg (11 septembre 1955), elle épouse Dieter Franz le 25 octobre 1980. Ils ont trois enfants : 
  - Frithjof Franz (né le 22 avril 1981)
  - Johanna Franz (née le 10 mars 1983)
  - Philipp Franz (né le 1er avril 1986)

## Titres et prédicats
- 11 novembre 1923 - 1er septembre 1943: Son Altesse la duchesse Anastasia de Mecklembourg-Schwerin
- 1er septembre 1943 - 25 janvier 1979: Son Altesse la duchesse Anastasia de Mecklenbourg-Schwerin, princesse Frédéric-Ferdinand de Schleswig-Holstein-Sonderbourg-Glücksbourg